# Bujr núr
Bujr núr (mongolsky Буйр нуур, čínsky znaky 高原) je jezero ve Východním ajmagu na východě Mongolska a severozápadní část zasahuje do autonomní oblasti Vnitřní Mongolsko v Čínské lidové republice. Nachází se v ploché nízké propadlině. Má rozlohu 610 km² a dosahuje hloubky 11 m. Leží v nadmořské výšce 583 m.

## Pobřeží, dno
Pobřeží je mírně členité a ploché. Dno je písčité a jílovité, místy kamenité.

## Vodní režim
Do jezera ústí na severovýchodě jedno z ramen řeky Chalchin gol a několik kilometrů na severozápad z něj odtéká řeka Orčun gol, která ústí do jezera Chulun núr v ČLR.

## Vlastnosti vody
Hladina zamrzá v listopadu a rozmrzá v květnu.

## Fauna
Jezero je bohaté na ryby.